# Heroes of Might and Magic III: The Restoration of Erathia
Heroes of Might and Magic III: The Restoration of Erathia è un videogioco strategico a turni, sviluppato da New World Computing e 3DO nel 1999 per PC. Loki Software ne realizzò una versione per sistemi GNU/Linux.
Per il gioco vennero pubblicate due espansioni, Armageddon's Blade e The Shadow of Death.

## Trama
Dopo il suo matrimonio con Re Roland Pugno di Ferro di Enroth in Might and Magic VI: Il Mandato del Paradiso, Caterina diventa una regina. Nel frattempo, suo padre, Re Cuor di Grifone, viene assassinato e senza il suo amato sovrano, il regno di Erathia precipita nel caos e viene invaso dalle forze oscure dei Signori delle Prigioni del Nighon e dei Diavoli di Eeofol. La Regina Caterina decide così di tornare in patria per guidarla contro il male che l'ha devastata e umiliata.
Il primo compito di Caterina è quello di liberare la capitale di Erathia, Steadwick dal dominio degli invasori e per questo motivo contatta gli alleati storici del suo paese: i maghi di Bracada e gli elfi di Avlee. Essi rispondono alla sua chiamata e si mobilitano per avanzare nelle linee nemiche e riprendere la città. Nel frattempo, i Negromanti di Deyja, essendo stati i responsabili per l'assassinio del re Cuor di Grifone, tramano per trasformare il suo cadavere in un lich per utilizzare la sua saggezza e la sua abilità in battaglia, a capo delle loro armate di non-morti. Tuttavia, il re non si sottomette alla volontà degli stregoni e diventa un lich "canaglia". La regina Caterina è costretta ad allearsi con gli stessi Negromanti per distruggere il Lich prima che diventi troppo potente.

## Modalità di gioco
Rispetto ai precedenti capitoli, il gameplay è il medesimo; esso infatti si articola da due parti: la prima consiste nell'esplorazione della mappa da parte dell'eroe che deve raccogliere risorse, conquistare miniere e città, sfidare creature neutrali o eserciti nemici; mentre la seconda consiste nel combattimento a turni vero e proprio tra le truppe del giocatore e le truppe nemiche (siano esse creature neutrali o eserciti guidati da un eroe). Esistono otto differenti fazioni, ciascuna caratterizzata da una propria città e sette creature con rispettivi potenziamenti.
In Heroes 3 nasce per la prima volta la rivalità tra Angeli e Diavoli, che si affianca al classico scontro Titani-Draghi, che aveva invece monopolizzato le versioni precedenti.
Nel gioco è possibile scegliere tra otto diverse fazioni, ognuna dotata di una propria città e caratterizzata da diversi eroi, costruzioni e unità disponibili per l'armata. Con l'espansione Armageddon's Blade viene introdotta un'altra fazione, la Confluenza, con un nuovo tipo di città provvista di nuovi eroi e dei suoi elementali.
- Esercito di Erathia. La sua città è il castello e tra le sue unità ci sono spadaccini, grifoni, cavalieri, monaci e angeli.
- Forze di Avlee. La sua città è il baluardo e tra le sue unità ci sono gnomi, centauri, elfi e dragoni.
- Maghi di Bracada. La sua città è la torre e tra le sue unità ci sono maghi, nagas, geni e giganti.
- Barbari. La sua città è la roccaforte e tra le sue unità ci sono goblin, orchi e ciclopi.
- Armata di Nighon. La sua città è la prigione e tra le sue unità ci sono trogloditi, meduse, manticore e dragoni.
- Diavoli di Eofol. La sua città è l'Inferno e tra le sue unità ci sono folletti, gog, demoni e diavoli.
- Milizie di Deyja. La sua città è la Necropoli e tra le sue unità ci sono scheletri, vampiri, lich e draghi fantasma.
- Esercito di Tatalia. La sua città è la Fortezza e tra le sue unicità troviamo uomini lucertola, basilischi, viverne e idre.
- Esercito elementale. La sua città è la Confluenza e tra le sue unità ci sono fate, elementali e fenici.

Sin dall'inizio saranno disponibili tre campagne, una volta completate con successo saranno sbloccate altre tre campagne.

## Espansioni

### Armageddon's Blade
Dopo la sconfitta del grande re Xenofex da parte delle forze del bene di Erathia, il nuovo signore dei Kreegan, Re Lucifer ha incaricato il generale Xeron di recuperare tre antiche reliquie - la Spada del Fuoco Infernale, la Corazza di Zolfo e lo Scudo dei Dannati - al fine di unirle e creare così la Spada dell'Armageddon, con cui potrà dominare l'intero mondo. Ancora una volta la Regina Caterina, con l'aiuto di suo marito Roland, scenderà in campo per difendere il suo regno dalle macchinazione del sovrano dei diavoli di Eofol.
Introduce cinque nuove campagne che, una volta completate, permetteranno di sbloccarne un'altra.

### The Shadow of Death
Gli eventi narrati nell'espansione si collocano come prequel del gioco vero e proprio, ovvero The Restoration of Erathia. Le vicende narrate ruotano intorno a Sandro il Negromante e la sua infinita sete di potere; egli è sbarcato sul continente di Antagarich in seguito agli eventi di Heroes of Might and Magic II: The Succession Wars. Sandro brama di impossessarsi di due antichi e potenti artefatti oscuri e perseguendo tale scopo, convince la maga Gem e il mercenario Crag Hack a trovarne i pezzi per suo conto, promettendo come ricompensa gloria e oro. Gli eroi ignorano la vera natura del loro cliente e decidono così di aiutarlo: tuttavia un gruppo di negromanti trafuga tutti i frammenti prima di poterli consegnarli a Sandro, ma in realtà questo è uno stratagemma dello stregone per non rispettare i patti e far perdere le proprie tracce.
Mentre Gelu supera l'ultima prova per entrare nel corpo dei ranger di Avlee, creando l'Elisir della vita e Yog rinnega la sua natura di mago di Bracada per servire come barbaro il duca di Krewlod, distruggendo l'Alleanza angelica (un antico artefatto), Sandro con l'armatura dei dannati e il mantello del Re dei morti, decide di prendere il posto che merita sulla società oscura di Deyja. Per riuscire nel suo intento, aiutato dal negromante Finneas Vilmar, deve sconfiggere le forze del Duca Alarice, signore delle terre morte.
Qualche tempo dopo, i quattro eroi scoprono che Sandro è diventato signore di Deyja e si uniscono per fermare la sua armata di non morti che minaccia di invadere e distruggere i popoli di Erathia, Avlee e Krewlod. Presso la pianura di Bragden si svolge una dura battaglia tra gli eserciti dei vivi e i non morti che però vincono lo scontro e continuano imperterriti la loro avanzata. Yog comprende che l'unico modo per sconfiggere Sandro è riformare l'Alleanza angelica, l'antica spada che egli stesso ha provveduto a separare. Con il potere arcano dell'oggetto, il gruppo di eroi si introduce a Deyja e sconfigge Sandro. Il negromante non si dà per vinto e organizza una seconda invasione di Erathia: con l'aiuto di un vassallo infedele, avvelena il sovrano del regno e stipula una grande alleanza tra Deyja, i Kreegan di Eofol e Nighon. Tuttavia, egli è ingannato e imprigionato dal proprio servo, Finneas Vilmar, che condurrà l'invasione di Erathia che si svolge durante Heroes of Might and Magic III.
In questa espansione vengono introdotte 7 nuove campagne, 38 nuovi scenari giocabili e inoltre viene migliorato il sistema di combinazione degli artefatti. Le prime quattro campagne del gioco si concentrano sugli eroi del gioco mentre le altre tre si focalizzano sui piani di Sandro il negromante.